# Кальчан
Кальчан (в верховье Большой Кальчан) — река в России, протекает в Тюменской области. Устье реки находится в 51 км по левому берегу реки Большой Куньяк. Длина реки составляет 42 км.
В 20 км от устья по правому берегу впадает река Малый Кальчан.
Система водного объекта: Большой Куньяк → Демьянка → Иртыш → Обь → Карское море.

## Данные водного реестра
По данным государственного водного реестра России относится к Иртышскому бассейновому округу, водохозяйственный участок реки — Иртыш от впадения реки Тобол до города Ханты-Мансийск (выше), без реки Конда, речной подбассейн реки — бассейны притоков Иртыша от Тобола до Оби. Речной бассейн реки — Иртыш.